# Zwitserse voetbalbeker 2010/11
De Zwitserse voetbalbeker 2010/11 (Duits: Schweizer Cup 2010/11) werd gespeeld van 18 september 2010 tot 29 mei 2011. Het was de 86ste editie van dit voetbalbekertoernooi. FC Basel was de titelhouder. FC Sion won op 29 mei de finale van Neuchâtel Xamax.

## Deelnemende teams
| Axpo Super League (10 teams) | Challenge League (15 teams) | 1. Liga (13 teams) | Amateur teams (26 teams) |
| --- | --- | --- | --- |
| - FC BaselTH - AC Bellinzona - Grasshoppers Zürich - FC Luzern - Neuchâtel Xamax - FC St. Gallen - FC Sion - FC Thun - BSC Young Boys - FC Zürich | - FC Aarau - FC Biel-Bienne - FC Chiasso - SR Delémont - SC Kriens - FC Lausanne-Sport - FC Locarno - AC Lugano - FC Schaffhausen - Servette FC - Stade Nyonnais - FC Wil - FC Winterthur - FC Wohlen - Yverdon-Sport FC | - FC Baulmes - SC Brühl - SC Buochs - SC Cham - CS Chênois - Grand-Lancy FC - FC Grenchen - ES FC Malley - FC Meyrin - FC Le Mont - FC Mendrisio-Stabio - FC Schötz - FC Tuggen | Vierde level - FC Bavois - Black Stars Basel - FC Courtételle - FC Eschenbach - FC Freienbach - FC Gumefens/Sorens - FC Ibach - FC Langenthal - FC Liestal - Losone Sportiva - FC Montreux-Sports - FC Perly-Certoux - FC Seefeld Zürich - FC Spiez - AC Taverne - FC Wettswil-Bonstetten Vijfde level - FC Béroche-Gorgier - SC Binningen - FC Champvent - FC Collex-Bossy - US Collombey-Muraz - FC Entfelden - FC Flawil - FC Subingen Zesde level - Racing Club Zürich - FC Uznach |

## Eerste ronde
| Team 1                 | Res.       | Team 2              |
| ---------------------- | ---------- | ------------------- |
| 18 september 2010      |            |                     |
| CS Chênois             | 1–3        | FC Chiasso          |
| Racing Club Zürich     | 1–7        | Yverdon-Sport FC    |
| Black Stars Basel      | 5–0        | SC Brühl            |
| FC Seefeld Zürich      | 1–3        | AC Bellinzona       |
| FC Wettswil-Bonstetten | 0–2        | Servette FC         |
| SC Binningen           | 0–2        | FC Baulmes          |
| FC Spiez               | 0–7        | BSC Young Boys      |
| FC Uznach              | 1–3        | Neuchâtel Xamax     |
| FC Bavois              | 1–3        | FC Aarau            |
| SC Buochs              | 2–1 (n.v.) | SR Delémont         |
| FC Collex-Bossy        | 5–1        | FC Champvent        |
| FC Flawil              | 1–5 (aet)  | FC St. Gallen       |
| ES FC Malley           | 3–2 (n.v.) | Grand-Lancy FC      |
| FC Schötz              | 0–6        | FC Zürich           |
| US Collombey-Muraz     | 4–0        | FC Courtételle      |
| FC Eschenbach          | 1–3 (n.v.) | FC Wohlen           |
| FC Liestal             | 2–5        | FC Schaffhausen     |
| Losone Sportiva        | 0–3        | FC Biel-Bienne      |
| FC Meyrin              | 1–3        | FC Locarno          |
| FC Montreux-Sports     | 1–2        | FC Grenchen         |
| FC Subingen            | 0–1        | FC Gumefens/Sorens  |
| AC Taverne             | 0–4        | FC Sion             |
| FC Le Mont             | 1–5        | SC Kriens           |
| 19 september 2010      |            |                     |
| FC Ibach               | 0–2        | AC Lugano           |
| FC Béroche-Gorgier     | 0–9        | Grasshoppers Zürich |
| SC Cham                | 0–4        | FC Thun             |
| FC Entfelden           | 0–3        | FC Luzern           |
| FC Freienbach          | 2–3 (n.v.) | FC Winterthur       |
| FC Tuggen              | 2–1        | FC Wil              |
| FC Mendrisio-Stabio    | 0–5        | FC Basel            |
| FC Perly-Certoux       | 0–1        | Stade Nyonnais      |
| 22 september 2010      |            |                     |
| FC Langenthal          | 2–5        | FC Lausanne-Sport   |

## Tweede ronde
| Team 1             | Res.                | Team 2              |
| ------------------ | ------------------- | ------------------- |
| 15 oktober 2010    |                     |                     |
| Yverdon-Sport FC   | 0–2                 | FC Basel            |
| 16 oktober 2010    |                     |                     |
| Black Stars Basel  | 0–3                 | AC Lugano           |
| SC Buochs          | 0–3                 | FC Thun             |
| FC Tuggen          | 4–0                 | FC Grenchen         |
| US Collombey-Muraz | 2–5                 | BSC Young Boys      |
| FC Collex-Bossy    | 0–5                 | FC Sion             |
| FC Wohlen          | 5–1                 | FC Winterthur       |
| FC Lausanne-Sport  | 0–2                 | AC Bellinzona       |
| FC Chiasso         | 0–0 (n.v., pen 3–4) | Neuchâtel Xamax     |
| ES FC Malley       | 0–3                 | FC Biel-Bienne      |
| 17 oktober 2010    |                     |                     |
| FC Baulmes         | 2–5                 | Servette FC         |
| FC Gumefens/Sorens | 0–12                | Grasshoppers Zürich |
| FC Locarno         | 0–3                 | FC Zürich           |
| Stade Nyonnais     | 1–2                 | FC Luzern           |
| FC Schaffhausen    | 2–6                 | FC St. Gallen       |
| FC Aarau           | 2–3                 | SC Kriens           |

## Derde ronde
| Team 1           | Res.               | Team 2              |
| ---------------- | ------------------ | ------------------- |
| 20 november 2010 |                    |                     |
| FC Tuggen        | 0–4                | FC Zürich           |
| Servette FC      | 1–1 (n.v., p. 3–4) | FC Basel            |
| FC St. Gallen    | 0–1                | FC Thun             |
| 21 november 2010 |                    |                     |
| AC Lugano        | 2–3 (n.v.)         | FC Sion             |
| FC Biel-Bienne   | 2–2 (n.v., p. 5–3) | FC Luzern           |
| SC Kriens        | 1–2                | BSC Young Boys      |
| Neuchâtel Xamax  | 1–0                | AC Bellinzona       |
| FC Wohlen        | 1–2                | Grasshoppers Zürich |

## Kwartfinale
|                   |                     |       |                                      |                                                            |
| 2 maart 19:00 uur | Grasshoppers Zürich | 1 – 2 | FC Sion                              | Letzigrund Toeschouwers: 3.500 Scheidsrechter: Alain Bieri |
| 2 maart 19:00 uur | Amir Abrashi 56'    |       | 19' Dragan Mrdja 87' Goran Obradović | Letzigrund Toeschouwers: 3.500 Scheidsrechter: Alain Bieri |

|                   |                                          |            |                                            |                                                                   |
| 2 maart 19:45 uur | FC Thun                                  | 1 – 1 (nv) | Neuchâtel Xamax                            | Stadion Lachen Toeschouwers: 2.385 Scheidsrechter: Stephan Studer |
| 2 maart 19:45 uur | Timm Klose 120'                          |            | 106' Geoffrey Tréand                       | Stadion Lachen Toeschouwers: 2.385 Scheidsrechter: Stephan Studer |
| 2 maart 19:45 uur | Strafschoppen                            |            |                                            | Stadion Lachen Toeschouwers: 2.385 Scheidsrechter: Stephan Studer |
| 2 maart 19:45 uur | Stipe Matić Marc Schneider Ifet Taljevic | 0 – 3      | Geoffrey Tréand Gohou Baye Ibrahima Niasse | Stadion Lachen Toeschouwers: 2.385 Scheidsrechter: Stephan Studer |

|                   |                                                               |            |                                                                                     |                                                                      |
| 2 maart 20:15 uur | BSC Young Boys                                                | 3 – 4 (nv) | FC Zürich                                                                           | Stade de Suisse Toeschouwers: 12.195 Scheidsrechter: Massimo Busacca |
| 2 maart 20:15 uur | Alexander Farnerud 54' Henri Bienvenu 56' Emmanuel Mayuka 82' |            | 5' Marco Schönbächler 41' Xavier Margairaz 49' Amine Chermiti 116' Xavier Margairaz | Stade de Suisse Toeschouwers: 12.195 Scheidsrechter: Massimo Busacca |

|                   |                                                        |       |                           |                                                                         |
| 3 maart 19:30 uur | FC Biel-Bienne                                         | 3 – 1 | FC Basel                  | Gurzelen Stadion Toeschouwers: 6.500 Scheidsrechter: Daniel Wermelinger |
| 3 maart 19:30 uur | Ramon Egli 53' Giuseppe Morello 80' Franck Etoundi 84' |       | 43' (e.d.) Nicolas Kehrli | Gurzelen Stadion Toeschouwers: 6.500 Scheidsrechter: Daniel Wermelinger |

## Halve finale
|                          | |            | |                                                                    |
| 25 april 16:45 uur (MET) | FC Zürich                                                                                                  | 1 – 1 (nv) | Neuchâtel Xamax                                                                                      | Letzigrund Toeschouwers: 10.064 Scheidsrechter: Daniel Wermelinger |
| 25 april 16:45 uur (MET) | Jorge Teixeira 26'                                                                                         |            | 66' Geoffrey Tréand                                                                                  | Letzigrund Toeschouwers: 10.064 Scheidsrechter: Daniel Wermelinger |
| 25 april 16:45 uur (MET) | Strafschoppen                                                                                              |            | | Letzigrund Toeschouwers: 10.064 Scheidsrechter: Daniel Wermelinger |
| 25 april 16:45 uur (MET) | Amine Chermiti Adrian Nikci Ricardo Rodríguez Mathieu Béda Alexandre Alphonse Silvan Aegerter Dusan Djuric | 6 – 7      | Geoffrey Tréand Raphael Nuzzolo Gohou Baye Ibrahima Niasse Stéphane Besle Frédéric Page Gilles Binya | Letzigrund Toeschouwers: 10.064 Scheidsrechter: Daniel Wermelinger |

|                          |                                     |       |                    |                                                                       |
| 28 april 20:15 uur (MET) | FC Sion                             | 2 – 1 | FC Biel-Bienne     | Stade Tourbillon Toeschouwers: 14.600 Scheidsrechter: Massimo Busacca |
| 28 april 20:15 uur (MET) | Giovanni Sio 62' Vilmos Vanczák 85' |       | 43' Nicolas Kehrli | Stade Tourbillon Toeschouwers: 14.600 Scheidsrechter: Massimo Busacca |

## Finale
|                        |                 |                                   |         |                                                                              |
| 29 mei 16:30 uur (MET) | Neuchâtel Xamax | 0 – 2                             | FC Sion | St. Jakob-Park, Basel Toeschouwers: 37.500 Scheidsrechter: Jérôme Laperrière |
| 29 mei 16:30 uur (MET) |                 | 2' Giovanni Sio 6' Vilmos Vanczák |         | St. Jakob-Park, Basel Toeschouwers: 37.500 Scheidsrechter: Jérôme Laperrière |